# Emil Küchler

Die Attentäter (zeitgenössische Zeichnung). Emil Küchler (Erste Reihe, erster von links)

Emil Küchler (* 9. November 1844 in Krefeld; † 7. Februar 1885 in Halle) war ein deutscher Schriftsetzer und Attentäter.
Er gehörte zu einer anarchistischen Gruppe um August Reinsdorf, die am 28. September 1883 bei der Einweihung des Niederwalddenkmals ein Attentat auf den deutschen Kaiser Wilhelm I. und die angereisten deutschen Fürsten versuchte. Das Vorhaben misslang.
Küchler wurde zusammen mit dem Planer des Anschlags, August Reinsdorf, am 7. Februar 1885 im Roten Ochsen in Halle durch Scharfrichter Krautz aus Charlottenburg mit dem Richtbeil hingerichtet.